# 戴爾鎮區 (北達科他州伯克縣)
戴爾鎮區（英語：Dale Township）是位於美國北達科他州伯克縣的一個鎮區。

## 地方資料
戴爾鎮區的面積為93.44平方千米，當中陸地面積為91.86平方千米，而水域面積為1.58平方千米。根據2010年美國人口普查的數據，當地共有人口27人，而人口密度為每平方千米0.29人。